# Associazione Calcio Savoia 1908 1996-1997
Questa voce raccoglie le informazioni riguardanti il Savoia nelle competizioni ufficiali della stagione 1996-1997.

## Stagione
La stagione 1996-1997 fu la 75ª stagione sportiva del Savoia.
Serie C1 1996-1997: 3º posto

## Divise e sponsor
| Casa |

## Organigramma societario
Area direttiva
- Presidente:  Mario Moxedano
- Amministratore delegato: Salvatore Moxedano
- Direttore Generale: Giuseppe Tirri

Area organizzativa
- Segretario generale: Vincenzo Castellano

Area tecnica
- Allenatore:  Francesco D’Arrigo

Area sanitaria
- Medico sociale: Antonio Cirillo
- Massaggiatore: Andrea Vecchione

## Rosa
| N. |                   | Ruolo | Calciatore          |
| -- | ----------------- | ----- | ------------------- |
|    | Italia (bandiera) | P     | Michele Albergo     |
|    | Italia (bandiera) | P     | Domenico Corcione   |
|    | Italia (bandiera) | P     | Marco Morrone       |
|    | Italia (bandiera) | D     | Roberto Carannante  |
|    | Italia (bandiera) | D     | Rosario Compagno    |
|    | Italia (bandiera) | D     | Gaetano De Rosa     |
|    | Italia (bandiera) | D     | Sandro Porchia      |
|    | Italia (bandiera) | D     | Simone Veronese     |
|    | Italia (bandiera) | C     | Salvatore Ambrosino |
|    | Italia (bandiera) | C     | Enrico Amore        |
|    | Italia (bandiera) | C     | Mario Cecchi        |
|    | Italia (bandiera) | C     | Maurizio D'Antimi   |
|    | Italia (bandiera) | C     | Luca Landonio       |

| N. |                   | Ruolo | Calciatore                 |
| -- | ----------------- | ----- | -------------------------- |
|    | Italia (bandiera) | C     | Antonio Marasco (capitano) |
|    | Italia (bandiera) | C     | Alfredo Femiano            |
|    | Italia (bandiera) | C     | Michele Scaringella        |
|    | Italia (bandiera) | C     | David Stefani              |
|    | Italia (bandiera) | A     | Paolo Baldieri             |
|    | Italia (bandiera) | A     | Antonio Barbera            |
|    | Italia (bandiera) | A     | Eupremio Carruezzo         |
|    | Italia (bandiera) | A     | Andrea Deflorio            |
|    | Italia (bandiera) | A     | Massimiliano De Silvestro  |
|    | Italia (bandiera) | A     | Antonio Di Nardo           |
|    | Italia (bandiera) | A     | Luis Landini               |
|    | Italia (bandiera) | A     | Giuseppe Montesano         |
|    | Italia (bandiera) |       | Stefano Selvaggi           |

## Calciomercato
| Acquisti | Acquisti | Acquisti | Acquisti   |
| R.       | Nome     | da       | Modalità   |
| -------- | -------- | -------- | ---------- |
|          |          |          | definitivo |

| Cessioni | Cessioni | Cessioni | Cessioni   |
| R.       | Nome     | a        | Modalità   |
| -------- | -------- | -------- | ---------- |
|          |          |          | definitivo |

## Risultati

### Campionato

#### Girone di andata
| 1º settembre 1996 1ª giornata | Atletico Catania | 0 – 0 | Savoia |  |

| 8 settembre 1996 2ª giornata | Savoia | 1 – 0 | Ascoli |  |

| 15 settembre 1996 3ª giornata | Juve Stabia | 0 – 2 | Savoia |  |

| 22 settembre 1996 4ª giornata | Savoia | 0 – 0 | Avezzano |  |

| 29 settembre 1996 5ª giornata | Ischia Isolaverde | 0 – 3 | Savoia |  |

| 6 ottobre 1996 6ª giornata | Savoia | 0 – 1 | Acireale |  |

| 20 ottobre 1996 7ª giornata | Savoia | 3 – 0 | Gualdo |  |

| 27 ottobre 1996 8ª giornata | Ancona | 2 – 1 | Savoia |  |

| 3 novembre 1996 9ª giornata | Savoia | 3 – 0 | Sora |  |

| 10 novembre 1996 10ª giornata | Casarano | 1 – 1 | Savoia |  |

| 24 novembre 1996 11ª giornata | Trapani | 0 – 0 | Savoia |  |

| 1º dicembre 1996 12ª giornata | Savoia | 4 – 0 | Giulianova |  |

| 8 dicembre 1996 13ª giornata | Fidelis Andria | 1 – 0 | Savoia |  |

| 15 dicembre 1996 14ª giornata | Savoia | 3 – 0 | Fermana |  |

| 22 dicembre 1996 15ª giornata | Avellino | 0 – 0 | Savoia |  |

| 29 dicembre 1996 16ª giornata | Savoia | 1 – 2 | Nocerina |  |

| 11 gennaio 1997 17ª giornata | Lodigiani | 5 – 1 | Savoia |  |

#### Girone di ritorno
| 19 gennaio 1997 18ª giornata | Savoia | 0 – 0 | Atletico Catania |  |

| 26 gennaio 1997 19ª giornata | Ascoli | 1 – 0 | Savoia |  |

| 2 febbraio 1997 20ª giornata | Savoia | 1 – 0 | Juve Stabia |  |

| 9 febbraio 1997 21ª giornata | Avezzano | 1 – 3 | Savoia |  |

| 16 febbraio 1997 22ª giornata | Savoia | 0 – 0 | Ischia Isolaverde |  |

| 23 febbraio 1997 23ª giornata | Acireale | 0 – 0 | Savoia |  |

| 2 marzo 1997 24ª giornata | Gualdo | 0 – 0 | Savoia |  |

| 9 marzo 1997 25ª giornata | Savoia | 1 – 2 | Ancona |  |

| 16 marzo 1997 26ª giornata | Sora | 1 – 3 | Savoia |  |

| 29 marzo 1997 27ª giornata | Savoia | 2 – 1 | Casarano |  |

| 6 aprile 1997 28ª giornata | Savoia | 2 – 0 | Trapani |  |

| 13 aprile 1997 29ª giornata | Giulianova | 2 – 0 | Savoia |  |

| 20 aprile 1997 30ª giornata | Savoia | 1 – 1 | Fidelis Andria |  |

| 27 aprile 1997 31ª giornata | Fermana | 0 – 0 | Savoia |  |

| 4 maggio 1997 32ª giornata | Savoia | 1 – 0 | Avellino |  |

| 11 maggio 1997 33ª giornata | Nocerina | 1 – 1 | Savoia |  |

| 18 maggio 1997 34ª giornata | Savoia | 1 – 1 | Lodigiani |  |